# وینسنت لو گاف
وینسنت لو گاف (انگلیسی: Vincent Le Goff؛ زادهٔ ۱۵ اکتبر ۱۹۸۹) بازیکن فوتبال اهل فرانسه است.
از باشگاه‌هایی که در آن بازی کرده‌است می‌توان به باشگاه فوتبال لوریان اشاره کرد.